# Championnats d'Europe de judo 1988
Navigation
Édition précédente Édition suivante
La 37e édition des championnats d'Europe de judo s'est déroulée du 19 au 22 mai 1988 à Pampelune, en Espagne et a regroupé judokas masculins et féminins. Pour ce qui est des épreuves par équipes, elles ont eu lieu à Visé, en Belgique, en novembre de la même année (voir article connexe).

## Résultats

### Hommes
| Épreuves             | Or                                   | Argent                                         | Bronze                                                            |
| -------------------- | ------------------------------------ | ---------------------------------------------- | ----------------------------------------------------------------- |
| - 60 kg super-légers | Amiran Totikashvili Union soviétique | Patrick Roux France                            | Neil Eckersley Royaume-Uni Carlos Sotillo Espagne                 |
| - 65 kg mi-légers    | Bruno Carabetta France               | Guido Schumacher Allemagne de l'Ouest          | Udo Quellmalz Allemagne de l'Est Sergéi Kosmynin Union soviétique |
| - 71 kg légers       | Joaquín Ruíz Espagne                 | Sven Lorr Allemagne de l'Est                   | Krzysztof Kaminski Pologne Hans Engelmeier Allemagne de l'Ouest   |
| - 78 kg mi-moyens    | Bashir Varayev Union soviétique      | Frank Wieneke Allemagne de l'Ouest             | Pascal Tayot France Peter Reiter Autriche                         |
| - 86 kg moyens       | Fabien Canu France                   | Densign White Royaume-Uni                      | Peter Seisenbacher Autriche Ben Spijkers Pays-Bas                 |
| - 95 kg mi-lourds    | Jiří Sosna Tchécoslovaquie           | Jewgeni Petschorow Union soviétique            | Marko Valev Bulgarie Robert Van De Walle Belgique                 |
| + 95 kg lourds       | Grigori Verichev Union soviétique    | Alexander von der Groeben Allemagne de l'Ouest | Dimitar Zapryanov Bulgarie Henry Stöhr Allemagne de l'Est         |
| Toutes catégories    | Elvis Gordon Royaume-Uni             | Akaki Kibordzalidze Union soviétique           | Dame Stojkow Bulgarie Laszlo Tolnai Hongrie                       |

### femmes
| Épreuves             | Or                                       | Argent                      | Bronze                                                      |
| -------------------- | ---------------------------------------- | --------------------------- | ----------------------------------------------------------- |
| - 48 kg super-légers | Jessica Gal Pays-Bas                     | Katalin Parragh Hongrie     | Martine Dupond France Dolores Veguillas Espagne             |
| - 52 kg mi-légers    | Alessandra Giungi Italie                 | Jaana Ronkainen Finlande    | Joanna Majdan Pologne Dominique Maaoui-Brun France          |
| - 56 kg légers       | Catherine Arnaud France                  | Miriam Blasco Espagne       | Jenny Gal Pays-Bas Gisela Hämmerling Suisse                 |
| - 61 kg mi-moyens    | Diane Bell Royaume-Uni                   | Begoña Gómez Espagne        | Frauke Eickhoff Allemagne de l'Ouest Renate Lehner Autriche |
| - 66 kg moyens       | Alexandra Schreiber Allemagne de l'Ouest | Emanuela Pierantozzi Italie | Roswitha Hartl Autriche Brigitte Deydier France             |
| - 72 kg mi-lourds    | Ingrid Berghmans Belgique                | Isabel Cortavitarte Espagne | Laëtitia Meignan France Elisabeth Karlsson Suède            |
| + 72 kg lourds       | Angelique Seriese Pays-Bas               | Isabelle Paque France       | Karin Kutz Allemagne de l'Ouest Sharon Lee Royaume-Uni      |
| Toutes catégories    | Ingrid Berghmans Belgique                | Emmanuelle Mikula France    | Swetlana Tomowa Bulgarie Beata Maksymow Pologne             |

## Tableau des médailles
| Rang | Nation               | Or | Argent | Bronze | Total |
| ---- | -------------------- | -- | ------ | ------ | ----- |
| 1    | France               | 3  | 3      | 5      | 11    |
| 2    | Union soviétique     | 3  | 2      | 1      | 6     |
| 3    | Royaume-Uni          | 2  | 1      | 2      | 5     |
| 4    | Pays-Bas             | 2  | 0      | 2      | 4     |
| 5    | Belgique             | 2  | 0      | 1      | 3     |
| 6    | Allemagne de l'Ouest | 1  | 3      | 3      | 7     |
| 7    | Espagne              | 1  | 3      | 2      | 6     |
| 8    | Italie               | 1  | 1      | 0      | 2     |
| 9    | Tchécoslovaquie      | 1  | 0      | 0      | 1     |
| 10   | Allemagne de l'Est   | 0  | 1      | 2      | 3     |
| 11   | Hongrie              | 0  | 1      | 1      | 2     |
| 12   | Finlande             | 0  | 1      | 0      | 1     |
| 13   | Autriche             | 0  | 0      | 4      | 4     |
| 13   | Bulgarie             | 0  | 0      | 4      | 4     |
| 15   | Pologne              | 0  | 0      | 3      | 3     |
| 16   | Suisse               | 0  | 0      | 1      | 1     |
| 16   | Suède                | 0  | 0      | 1      | 1     |
|      |                      | 16 | 16     | 32     | 64    |

## Sources
- Podiums complets sur le site JudoInside.com.

- Podiums complets sur le site alljudo.net.

- Podiums complets sur le site Les-Sports.info.